# Dianna Corcoran
Dianna Elizabeth Corcoran (Parkes, 20 giugno 1979) è una cantautrice australiana.

## Biografia
Dopo le scuole superiori, Dianna Corcoran si è trasferita ad Adelaide dove si è impiegata in lavori comuni per finanziare il suo primo album. Il disco, intitolato Little Bit Crazy, è stato pubblicato nel 2004 e nello stesso anno ha aperto concerti per Adam Brand ed ha vinto la sua prima Golden Guitar ai CMAA Country Music Awards. Quattro anni più tardi è uscito il secondo album Then There's Me, che ha regalato alla cantante la sua seconda Golden Guitar e altre due candidature. Ad agosto 2008 si è esibita con Deborah Conway, Laura Jean, Liz Stringer e Elana Stone in occasione del Broad Festival, organizzata dalla stessa Conway, mentre nel 2013 è partita in tournée con Aleyce Simmonds.

## Discografia

### Album in studio
- 2004 – Little Bit Crazy
- 2007 – Then There's Me
- 2010 – Keep Breathing
- 2016 – In America